# زاهد مردان‌اف
زاهد مردان‌اف (ترکی آذربایجانی: Zahid Mərdanov؛ زادهٔ ۹ اوت ۲۰۰۰) بازیکن فوتبال است.
وی همچنین در تیم ملی فوتبال زیر ۱۹ سال جمهوری آذربایجان بازی کرده‌است.